# Operatori di telefonia mobile in Africa
Questo è un elenco di tutti i gestori di telefonia mobile in Africa, con il rispettivo numero di utenze.

## Algeria
| Posizione | Operatore            | Tecnologia                                                            | Abbonati (in milioni) | Proprietario/i                 |
| --------- | -------------------- | --------------------------------------------------------------------- | --------------------- | ------------------------------ |
| 1         | Djezzy               | GSM-900/1800 MHz (GPRS, EDGE) 2100 MHz UMTS, HSPA, HSPA+ 1800 MHz LTE | 18.6 (2014)           | Global Telecom Holding (51.7%) |
| 2         | Mobilis              | GSM-900/1800 MHz (GPRS, EDGE) 2100 MHz UMTS, HSPA, HSPA+ 1800 MHz LTE | 13.0 (2014)           | Algérie Télécom                |
| 3         | Ooredoo (già Nedjma) | GSM-900/1800 MHz (GPRS, EDGE) 2100 MHz UMTS, HSPA, HSPA+ 1800 MHz LTE | 11.7 (2014)           | Ooredoo (74.4%)                |

## Angola
| Posizione | Operatore | Tecnologia                                                  | Abbonati (in milioni) | Proprietario/i |
| --------- | --------- | ----------------------------------------------------------- | --------------------- | --- |
| 1         | Unitel    | GSM-900/1800 (GPRS, EDGE) 2100 MHz UMTS, HSDPA 2100 MHz LTE | 7 (nov 2011)          | Mercury (Sonangol group) (25%), Group GENI (25%), Vidatel (25%), Portugal Telecom (25%)                                            |
| 2         | Movicel   | GSM (GPRS, EDGE) 900 MHz UMTS, HSDPA 1800 MHz LTE           | 2.5 (settembre 2010)  | Governo (Angola Telecom (18%), Correios Telegrafos de Angola (2%)), Porturil (40%), Modus Comicare (19%), Ipang (10%), Lambda (6%) |

## Benin
| Posizione | Operatore | Tecnologia                          | Abbonati (in milioni) | Proprietario/i            |
| --------- | --------- | ----------------------------------- | --------------------- | ------------------------- |
| 1         | MTN       | GSM-900/1800 MHz UMTS, DC-HSPA+ LTE | 4.3 (dic 2015)        | MTN (75%)                 |
| 2         | Moov      | GSM-900 MHz UMTS, DC-HSPA+ LTE      | 3.3 (dic 2015)        | Etisalat                  |
| 3         |           |                                     |                       |                           |
| 4         | Libercom  | GSM-900 MHz                         | 0.056 (dic 2015)      | Benin Telecom             |
| -         | BBcom     | GSM-900/1800 MHz                    | ND (dic 2015)         | Bell Benin Communications |

## Botswana
| Posizione | Operatore | Tecnologia                       | Abbonati (in milioni) | Proprietario/i                                                                              |
| --------- | --------- | -------------------------------- | --------------------- | ------------------------------------------------------------------------------------------- |
| 1         | Mascom    | GSM-900 2100 MHz UMTS, HSPA+ LTE | 1.7 (marzo 2015)      | Mascom Wireless (Pty) Limited, MTN (53%)                                                    |
| 2         | Orange    | GSM-900 2100 MHz UMTS, HSDPA LTE | 1.1 (marzo 2015)      | Orange S.A. (69%), Mosokelatsebeng Cellular (investitori locali, 26%), individui locali(5%) |
| 3         | BeMobile  | GSM-900/1800 UMTS                | 0.52 (marzo 2015)     | BTC Botswana Telecommunications Corporation                                                 |

## Burkina Faso
| Posizione | Operatore       | Tecnologia                                                      | Abbonati (in milioni) | Proprietario/i      |
| --------- | --------------- | --------------------------------------------------------------- | --------------------- | ------------------- |
| 1         | Orange          | GSM 900 MHz (GPRS, EDGE) 2100 MHz UMTS, HSPA+                   | 4.1 (2012)            | Orange              |
| 2         | Telmob (Onatel) | CDMA2000, EVDO GSM 900 MHz (GPRS, EDGE) 2100 MHz UMTS, DC-HSPA+ | 3.9 (2012)            | Maroc Telecom (51%) |
| 3         | Telecel Faso    | GSM-900 MHz (GPRS, EDGE)                                        | 2 (2012)              | Planor Afrique      |

## Burundi
| Posizione | Operatore                 | Tecnologia                              | Abbonati (in milioni)  | Proprietario/i                                |
| --------- | ------------------------- | --------------------------------------- | ---------------------- | --------------------------------------------- |
| 1         | Econet Leo                | CDMA GSM-900/1800 MHz 2100 MHz UMTS LTE | 2.6 (Luglio 2015)      | Econet Wireless (acquistato Leo da Vimpelcom) |
| 2         | Lumitel (Viettel Burundi) | GSM UMTS 4G LTE                         | 1.8                    | Viettel Group (Vietnam)                       |
| 3         | ONAMOB                    | GSM-900 MHz                             | 0.140 (Nov 2008)       | Onatel (proprietà statale)                    |
| 4         | Smart Mobile (già Lacell) | GSM-1800 MHz UMTS                       | Non ancora disponibile | Smart Telecom                                 |

## Capo Verde
| Posizione | Operatore | Tecnologia            | Abbonati (in milioni)  | Proprietario/i         |
| --------- | --------- | --------------------- | ---------------------- | ---------------------- |
| 1         | CV Móvel  | GSM-900/1800 MHz UMTS | 0.355 (settembre 2009) | Portugal Telecom (40%) |
| 2         | T-MAIS    | GSM-900/1800 MHz      | 0.047 (Q1 2010)        | T-Mais                 |

## Camerun
| Posizione | Operatore | Tecnologia            | Abbonati (in milioni)          | Proprietario/i                             |
| --------- | --------- | --------------------- | ------------------------------ | ------------------------------------------ |
| 1         | MTN       | GSM-MHz 900 LTE       | 10.1 (dic2014)                 | MTN Group (70%)                            |
| 2         | Orange    | GSM-900 MHz LTE       | 6.2 (dic 2014)                 | Orange S.A.                                |
| 3         | Nexttel   | GSM-900/1800 MHz UMTS | 2.0 (maggio 2015)              | Viettel Global, Bestinver Cameroon S.A.R.L |
| 4         | Camtel    | GSM                   | nuova licenza a settembre 2014 | Camtel (governo)                           |
| 5         | YooMee    | WiMAX                 | Non ancora disponibile         | YooMee                                     |

## Ciad
| Posizione | Operatore | Tecnologia                                                           | Abbonati (in milioni) | Proprietario/i |
| --------- | --------- | -------------------------------------------------------------------- | --------------------- | -------------- |
| 1         | Tigo      | GSM-900/1800 MHz (GPRS, EDGE. 3G HSPA Plus + 2100 MHz,4G LTE 10 MHz) | 1.257 (ott 2010)      | MIC            |
| 2         | Airtel    | GSM-900 MHz (GPRS, EDGE) 2100 MHz UMTS, HSDPA LTE                    | 1.199 (giugno 2009)   | Bharti Airtel  |

## Comore
| Posizione | Operatore                | Tecnologia                    | Abbonati (in milioni) | Proprietario/i                                     |
| --------- | ------------------------ | ----------------------------- | --------------------- | -------------------------------------------------- |
| 1         | Comores Telecom (Comtel) | GSM-900 UMTS, HSPA, HSPA+ LTE | 0.056 (2007)          | Governo (Societe Nationale des Telecommunications) |
| 2         | Comoro Gulf Holding      | GSM                           | -                     | 90% Comoro Gulf Holding, 10% governo               |

## Congo
| Posizione | Operatore | Tecnologia                           | Abbonati (in milioni) | Proprietario/i      |
| --------- | --------- | ------------------------------------ | --------------------- | ------------------- |
| 1         | MTN       | GSM-900 MHz UMTS, HSPA, HSPA+ LTE    | 2.250 (Q4 2015)       | MTN                 |
| 2         | Airtel    | GSM-900 MHz 2100 MHz UMTS, HSPA+ LTE | 1.851 (Q4 2015)       | Bharti Airtel (90%) |
| 3         | Azur      | GSM-900/1800 MHz                     | 0.313 (Q4 2015)       | Bintel              |

## Costa d'Avorio
| Posizione | Operatore   | Tecnologia                                       | Abbonati (in milioni)  | Proprietario/i                                   |
| --------- | ----------- | ------------------------------------------------ | ---------------------- | ------------------------------------------------ |
| 1         | Orange      | GSM-900 (GPRS, EDGE) 2100 MHz UMTS, DC-HSPA+ LTE | 13.531 (set 2017)      | Orange S.A. (85%), Comafrique (15%)              |
| 2         | MTN         | GSM-900 (GPRS, EDGE) 2100 MHz UMTS, HSDPA LTE    | 11.173 (set 2017)      | MTN (64.7%), Planor (25.3%), Teylium group (10%) |
| 3         | Moov        | GSM (GPRS, EDGE) 2100 MHz UMTS, HSPA+            | 7.587 (set 2017)       | Etisalat                                         |
| -         | Koz         | GSM-900/1800                                     | 2.500 (Aprile 2010)    | Comium (licenza revocata)                        |
| -         | GreenN      | GSM-900/1800                                     | 0.617 (Q1 2010)        | LAP Oricel (licenza revocata)                    |
| -         | Warid       | GSM                                              | Non ancora disponibile | Warid Telecom (licenza revocata)                 |
| -         | Mobile Cafe | GSM                                              | Non ancora disponibile | Aircomm (licenza revocata)                       |
| 8         | YooMee      | TD-LTE                                           | Non ancora disponibile | YooMee                                           |

## Egitto
| Posizione | Operatore             | Tecnologia                                                               | Abbonati (in milioni) | Proprietario/i                                                         |
| --------- | --------------------- | ------------------------------------------------------------------------ | --------------------- | ---------------------------------------------------------------------- |
| 1         | Vodafone              | GSM-900 MHz (GPRS, EDGE) 900/2100 MHz UMTS, HSDPA, HSUPA, HSPA+ LTE      | 38.505 (marzo 2018)   | Vodafone Group plc (54.93%), Telecom Egypt (44.94%), flottante (0.13%) |
| 2         | Orange (già Mobinil)  | GSM-900 MHz (GPRS, EDGE) 900/2100 MHz UMTS, HSDPA, HSUPA, HSPA+ LTE      | 33.0 (marzo 2017)     | Orange S.A. (99.39%), flottante(0.61%)                                 |
| 3         | Etisalat              | GSM-900/1800 MHz (GPRS, EDGE) 900/2100 MHz UMTS, HSDPA, HSUPA, HSPA+ LTE | 24.1 (marzo 2017)     | Etisalat (76%), Egypt Post (20%), altri investitori (4%)               |
| 4         | We (di Telecom Egypt) | GSM-900 MHz (GPRS, EDGE) 900/2100 MHz UMTS, HSDPA, HSUPA, HSPA+          | 1.6 (dicembre 2017)   | Governo egiziano (80%), flottante (20%)                                |

## Eritrea
| Posizione | Operatore | Tecnologia         | Abbonati (in milioni)  | Proprietario/i                                  |
| --------- | --------- | ------------------ | ---------------------- | ----------------------------------------------- |
| 1         | Eritel    | GSM-900 MHz (GPRS) | Non ancora disponibile | Eritrea Telecommunications Services Corporation |

## Etiopia
| Posizione | Operatore    | Tecnologia                                                            | Abbonati (in milioni) | Proprietario/i                           |
| --------- | ------------ | --------------------------------------------------------------------- | --------------------- | ---------------------------------------- |
| 1         | Ethiotelecom | GSM 900 MHz (GPRS, EDGE) 2100 MHz UMTS, HSDPA, HSUPA, HSPA, HSPA+ LTE | 26.2                  | Ethiopian Telecommunications Corporation |

## Gabon
| Posizione | Operatore                 | Tecnologia                                        | Abbonati (in milioni) | Proprietario/i                             |
| --------- | ------------------------- | ------------------------------------------------- | --------------------- | ------------------------------------------ |
| 1         | Airtel (già Celtel, Zain) | GSM-900 MHz (GPRS, EDGE) 2100 MHz UMTS, HSPA+ LTE | 1.181 (giugno 2018)   | Bharti Airtel (90%)                        |
| 2         | Gabon Telecom             | GSM-900 MHz                                       | 1.648 (giugno 2018)   | Maroc Telecom (51%), Governo gabonese(49%) |

## Gambia
| Posizione | Operatore | Tecnologia                                         | Abbonati (in milioni) | Proprietario/i                                 |
| --------- | --------- | -------------------------------------------------- | --------------------- | ---------------------------------------------- |
| 1         | Africell  | GSM-900/1800 (GPRS, EDGE) 2100 MHz UMTS, HSDPA LTE | 1.30 (gen 2015)       | Africell Gambia LTD                            |
| 2         | Comium    | GSM-900/1800 (GPRS)                                | 0.25 (2012)           | Comium Group                                   |
| 3         | Gamcel    | GSM-900                                            | 0.24 (2012)           | Gambia Telecommunications Cellular Company Ltd |
| 4         | Qcell     | GSM-900 (GPRS, EDGE) 2100 MHz UMTS, HSDPA          | 0.115 (2012)          | Qcell                                          |

## Ghana
| Posizione | Operatore        | Tecnologia                                             | Abbonati (in milioni) | Proprietario/i      |
| --------- | ---------------- | ------------------------------------------------------ | --------------------- | ------------------- |
| 1         | MTN              | GSM-900/1800 (GPRS, EDGE) 900/2100 MHz UMTS, HSDPA LTE | 16.25 (Dic 2015)      | MTN (97.7%)         |
| 2         | Vodafone         | GSM-900 (GPRS, EDGE) 2100 MHz UMTS, HSDPA LTE          | 9.067 (marzo 2018)    | Vodafone (70%)      |
| 3         | Tigo             | GSM-900 (GPRS, EDGE) 2100 MHz UMTS, HSDPA LTE          | 4.85 (Dic 2015)       | MIC                 |
| 4         | Airtel           | GSM-900 (GPRS, EDGE) 2100 MHz UMTS, HSPA+ LTE          | 4.79 (Dic 2015)       | Bharti Airtel (75%) |
| 5         | Glo              | GSM (GPRS, EDGE) 2100 MHz UMTS, HSPA+                  | 1.37 (Dic 2015)       | Globacom            |
| 6         | Expresso Telecom | CDMA2000 1X                                            | 0.13 (Dic 2015)       | Sudatel             |

## Gibuti
| Posizione | Operatore | Tecnologia             | Abbonati (in milioni) | Proprietario/i             |
| --------- | --------- | ---------------------- | --------------------- | -------------------------- |
| 1         | Evatis    | GSM-900 MHz UMTS, HSPA | 0.106 (Q1 2010)       | Djibouti Telecom (governo) |

## Guinea
| Posizione | Operatore        | Tecnologia                                         | Abbonati (in milioni) | Proprietario/i                 |
| --------- | ---------------- | -------------------------------------------------- | --------------------- | ------------------------------ |
| 1         | Orange           | GSM-900/1800 MHz                                   | 5.24 (Q4 2015)        | Orange S.A. (52.2%)            |
| 2         | MTN (già Areeba) | GSM-900/1800 MHz (GPRS) 2100 MHz UMTS, HSPA+ WiMAX | 3.21 (Q4 2015)        | MTN (75%)                      |
| 3         | Cellcom Guinée   | GSM-900/1800 MHz 2100 MHz UMTS                     | 2.14 (Q4 2015)        | Cellcom Telecommunications Ltd |
| 4         | Intercel         | GSM-900 MHz                                        | 0.11 (Q4 2015)        | Telecel Guinee SARL            |
| -         | Sotelgui         | GSM-900 MHz                                        | 0.16                  | Telekom Malaysia, governo      |

## Guinea-Bissau
| Posizione | Operatore | Tecnologia            | Abbonati (in milioni) | Proprietario/i      |
| --------- | --------- | --------------------- | --------------------- | ------------------- |
| 1         | MTN       | GSM-900/1800 UMTS LTE | 0.575 (Set 2014)      | MTN Group           |
| 2         | Orange    | GSM-900/1800 LTE      | 0.477 (Dic 2013)      | Orange S.A. (52.2%) |
| 3         | Guinetel  | GSM-900               | non disponibile       | Guinea Telecom      |

## Guinea equatoriale
| Posizione | Operatore | Tecnologia            | Abbonati (in milioni)                    | Proprietario/i                                               |
| --------- | --------- | --------------------- | ---------------------------------------- | ------------------------------------------------------------ |
| 1         | Orange    | GSM-900 MHz           | 0.333 (Dic 2009)                         | Orange S.A. (40%), governo (60%)                             |
| 2         | Muni      | GSM-900/1800 MHz UMTS | 0.150 (settembre 2013)                   | Green-com S.A. (Hits Africa)                                 |
| 3         | Gecomsa   |                       | non ancora disponibile (creato nel 2012) | Governo della Guinea-equatoriale (51%), Governo cinese (49%) |

## Kenya
| Posizione | Operatore                           | Tecnologia                                                               | Abbonati (in milioni) | Proprietario/i                                         |
| --------- | ----------------------------------- | ------------------------------------------------------------------------ | --------------------- | ------------------------------------------------------ |
| 1         | Safaricom                           | GSM-900/1800 (GPRS, EDGE) 2100 MHz UMTS, DC-HSPA+ WiMAX 800/1800 MHz LTE | 29.4 (gen 2018)       | Vodafone (40%) flottante (60%)                         |
| 2         | Airtel (già Zain)                   | GSM-900 (GPRS, EDGE) 2100 MHz UMTS, HSPA+ LTE                            | 6.09 (gen 2018)       | Bharti Airtel (80%)                                    |
| 3         | Telkom Kenya (già Orange)           | GSM-900/1800 (GPRS, EDGE) 2100 MHz UMTS, DC-HSPA+ LTE                    | 3.4 (gen 2018)        | Helios Investment Partners (70%) Governo keniano (30%) |
| 4         | Jamii Telecommunications (Faiba 4G) | LTE-700 MHz                                                              |                       | Jamii Telecommunications Limited                       |

## Lesotho
| Posizione | Operatore              | Tecnologia                                             | Abbonati (in milioni) | Proprietario/i                              |
| --------- | ---------------------- | ------------------------------------------------------ | --------------------- | ------------------------------------------- |
| 1         | Vodacom                | GSM-900 MHz (GPRS, EDGE) 2100 MHz UMTS, HSPA LTE WiMAX | 1.449 (2016)          | Sekha-Metsi Consortium (12%), Vodacom (88%) |
| 2         | Econet Telecom Lesotho | GSM-900 (GPRS, EDGE) 2100 MHz UMTS HSDPA               | 0.448 (2016)          | Econet Ezi Cel Lesotho (Pty)                |

## Liberia
| Posizione | Operatore             | Tecnologia                                                  | Abbonati (in milioni) | Proprietario/i                                                                    |
| --------- | --------------------- | ----------------------------------------------------------- | --------------------- | --------------------------------------------------------------------------------- |
| 1         | Lonestar Cell         | GSM-900                                                     | 1.299 (set 2014)      | MTN (60%)                                                                         |
| 2         | Cellcom               | GSM-900/1800 (GPRS, EDGE) 2100 MHz UMTS, HSPA+ 1800 MHz LTE | 0.997 (fine 2013)     | Orange Côte d'Ivoire (precedentemente di proprietà di Cellcom Telecommunications) |
| 3         | Novafone (già Comium) | GSM-900 (GPRS) 2100 MHz UMTS, DC-HSPA+                      | 0.236 (fine 2013)     | Comium Services BVI                                                               |
| 4         | Libtelco              | ?                                                           | 0.005 (fine 2013)     | Liberia Telecommunications Corporation                                            |

## Libia
| Posizione | Operatore       | Tecnologia                                                     | Abbonati (in milioni) | Proprietario/i                    |
| --------- | --------------- | -------------------------------------------------------------- | --------------------- | --------------------------------- |
| 1         | Almadar Aljadid | GSM-900/1800 MHz (GPRS, EDGE), 2100 MHz UMTS, HSDPA, HSPA+ LTE | 3.1 (dicembre 2016)   | Di proprietà statale tramite GPTC |
| 2         | Libyana         | GSM-900 MHz (GPRS, EDGE), 2100 MHz UMTS, HSDPA, HSPA+, 4G, LTE | 6.3 (dicembre 2016)   | Di proprietà statale tramite GPTC |

## Madagascar
| Posizione | Operatore      | Tecnologia                                           | Abbonati (in milioni)  | Proprietario/i                           |
| --------- | -------------- | ---------------------------------------------------- | ---------------------- | ---------------------------------------- |
| 1         | Airtel         | GSM-900 (GPRS, EDGE) 2100 MHz UMTS, HSPA+ LTE        | 2.56 (Aprile 2013)     | Bharti Airtel                            |
| 2         | Telma Mobile   | CdmaOne GSM-900 (GPRS, EDGE) 2100 MHz UMTS, HSPA LTE | 1.98 (Aprile 2013)     | Distacom Group, Telma SA, Hiridjee group |
| 3         | Orange         | GSM-900 (GPRS, EDGE) LTE                             | 1.85 (Aprile 2013)     | Orange S.A. (40.01%)                     |
| 4         | Blueline       | LTE                                                  | N/A                    | Blueline                                 |
| 5         | bip Madagascar | LTE                                                  | lanciata a giugno 2016 | Blueline                                 |

## Malawi
| Posizione | Operatore         | Tecnologia                                         | Abbonati (in milioni) | Proprietario/i                                           |
| --------- | ----------------- | -------------------------------------------------- | --------------------- | -------------------------------------------------------- |
| 1         | Airtel (già Zain) | GSM-900 (GPRS, EDGE) 2100 MHz UMTS, HSPA+ LTE      | 3.5 (settembre 2015)  | Bharti Airtel                                            |
| 2         | TNM               | GSM-900/1800 (GPRS, EDGE) 2100 MHz UMTS, HSDPA LTE | 2 (luglio 2013)       | Malawi Telecommunications Limited, Telekom Malaysia      |
| 3         | G-Mobile          | GSM                                                |                       | Globally Advanced Integrated Networks, Beryl (Sudafrica) |
| 4         | Lacell            | GSM                                                |                       | La Cell Private Limited                                  |
| 5         | G-Expresso        | GSM                                                |                       | Expresso Telecom Group Limited                           |

## Mali
| Posizione | Operatore       | Tecnologia                                    | Abbonati (in milioni)     | Proprietario/i                                                    |
| --------- | --------------- | --------------------------------------------- | ------------------------- | ----------------------------------------------------------------- |
| 1         | Orange          | GSM-900 MHz (GPRS, EDGE) 2100 MHz UMTS, HSPA+ | 5.0 (marzo 2011)          | Orange S.A. 52.2%                                                 |
| 2         | Sotelma-Malitel | GSM-900 MHz (GPRS, EDGE) 2100 MHz UMTS, HSDPA | 2.6 (marzo 2011)          | Maroc Telecom 51%, investitori locali 20%, governo 19%, staff 10% |
| 3         | Planor          | GSM                                           | licenza concessa nel 2012 | Planor (supporto di Monaco Telecom)                               |

## Marocco
| Posizione | Operatore     | Tecnologia                                                                   | Abbonati (in milioni) | Proprietario/i                          |
| --------- | ------------- | ---------------------------------------------------------------------------- | --------------------- | --------------------------------------- |
| 1         | Maroc Telecom | GSM-900 MHz (GPRS, EDGE) 2100 MHz UMTS, HSDPA, 800/1800 MHz, LTE, LTE-A      | 18.373 (giugno 2017)  | Etisalat (53%), governo(30%)            |
| 2         | Orange        | GSM-900 MHz (GPRS, EDGE) 2100 MHz UMTS, HSDPA, 800/1800/2600 MHz LTE, LTE-A  | 14.692 (giugno 2017)  | Orange S.A. (49%), FinanceCom+CDG (51%) |
| 3         | inwi          | GSM-900 MHz (GPRS, EDGE) 2100 MHz UMTS, HSPA+, 800/1800/2600 MHz, LTE, LTE-A | 6.425 (giugno 2017)   | Zain Group (31%)                        |

## Mauritania
| Posizione | Operatore  | Tecnologia  | Abbonati (in milioni)  | Proprietario/i                                     |
| --------- | ---------- | ----------- | ---------------------- | -------------------------------------------------- |
| 1         | Mauritel   | GSM-900 MHz | 1.335 (dicembre 2009)  | Maroc Telecom (51.5%)                              |
| 2         | Chinguitel | CDMA UMTS   | 0.160 (maggio 2008)    | Sudatel (60%)                                      |
| 3         | MATTEL     | GSM-900 MHz | Non ancora disponibile | Tunisie Telecom (51%), Mauritanian Investors (49%) |

## Mauritius
| Posizione | Operatore | Tecnologia                                       | Abbonati (in milioni) | Proprietario/i                               |
| --------- | --------- | ------------------------------------------------ | --------------------- | -------------------------------------------- |
| 1         | Orange    | GSM-900 (EDGE) 2100 MHz UMTS, HSDPA 1800 MHz LTE | 0.628 (dic 2009)      | Gruppo Mauritius Telecom e Orange S.A.       |
| 2         | Emtel     | GSM-900 (EDGE) 2100 MHz UMTS, HSDPA 1800 MHz LTE | 0.437 (dic 2009)      | MIC (50%), Currimjee                         |
| 3         | CHiLi     | CdmaOne, EvDo, GSM, UMTS                         | 0.2 (marzo 2008)      | Mahanagar Telephone Mauritius Limited (MTML) |

## Mozambico
| Posizione | Operatore | Tecnologia                                             | Abbonati (in milioni) | Proprietario/i                    |
| --------- | --------- | ------------------------------------------------------ | --------------------- | --------------------------------- |
| 1         | mcel      | GSM-900/1800 MHz (GPRS, EDGE) 900/2100 MHz UMTS, HSDPA | >5.3(novembre 2014)   | Parzialmente di proprietà statale |
| 2         | Vodacom   | GSM-900/1800 MHz (GPRS, EDGE) 2100 MHz UMTS, HSDPA     | 4.333 (Mar 2014)      | Vodacom (85%)                     |
| 3         | Movitel   | GSM                                                    | 2 (Maggio 2013)       | Viettel (70%), SPI (30%)          |

## Namibia
| Posizione | Operatore                     | Tecnologia                                                         | Abbonati (in milioni) | Proprietario/i                                                            |
| --------- | ----------------------------- | ------------------------------------------------------------------ | --------------------- | ------------------------------------------------------------------------- |
| 1         | MTC                           | GSM-900/1800 (GPRS, EDGE) 2100 MHz UMTS, HSUPA, HSPA+ 1800 MHz LTE | 1.855 (set 2011)      | Namibia Post and Telecommunications Holdings (66%) Portugal Telecom (34%) |
| 2         | TN Mobile (già Cell One, Leo) | GSM-900/1800 (GPRS, EDGE) 2100 MHz UMTS, HSDPA LTE                 | 0.300 (dic 2010)      | Telecom Namibia Ltd.                                                      |

## Niger
| Posizione | Operatore | Tecnologia                                     | Abbonati (in milioni)  | Proprietario/i                                |
| --------- | --------- | ---------------------------------------------- | ---------------------- | --------------------------------------------- |
| 1         | Airtel    | GSM-900                                        | 1.341 (giugno 2009)    | Bharti Airtel (90%)                           |
| 2         | Sonitel   | GSM-900                                        | 2.5 (Q1 2012)          | Sahel-Com, Lap Green di proprietà governativa |
| 3         | Orange    | GSM-900/1800 (GPRS, EDGE) 2100 MHz UMTS, HSDPA | 0.462 (dic 2009)       | Orange S.A.                                   |
| 4         | Moov      | GSM-900                                        | Non ancora disponibile | Maroc Telecom                                 |

## Nigeria
| Posizione | Operatore              | Tecnologia                                            | Abbonati (in milioni) | Proprietario/i                                     |
| --------- | ---------------------- | ----------------------------------------------------- | --------------------- | -------------------------------------------------- |
| 1         | MTN                    | GSM-900/1800 (GPRS, EDGE) 2100 MHz UMTS, HSDPA LTE    | 62.5 (set 2015)       | MTN (41.5%)                                        |
| 2         | Airtel (già Zain)      | GSM-900/1800 (GPRS, EDGE) 2100 MHz UMTS, DC-HSPA+ LTE | 31.1 (set 2015)       | Bharti Airtel (20.6%)                              |
| 3         | Glo Mobile             | GSM-900/1800 (GPRS, EDGE) 2100 MHz UMTS, HSDPA LTE    | 31.3 (set 2015)       | Globacom (20.78%)                                  |
| 4         | 9mobile (già Etisalat) | GSM-900/1800 (GPRS, EDGE) 2100 MHz UMTS, DC-HSPA+ LTE | 23.5 (set 2015)       | Etisalat, Mubadala, Investitori nigeriani (15.60%) |
| 5         | Visafone               | CDMA2000 1X                                           | 2.03 (set 2015)       | Visafone(0.014%)                                   |
| 6         | Multilinks Telkom      | CDMA2000 1X                                           | 0.01 (set 2015)       | Telkom                                             |

## Repubblica Centrafricana
| Posizione | Operatore            | Tecnologia                           | Abbonati (in milioni)  | Proprietario/i  |
| --------- | -------------------- | ------------------------------------ | ---------------------- | --------------- |
| 1         | Telecel Centrafrique | GSM-900                              | 0.143 (dic 2008)       | Orascom Telecom |
| 2         | Orange               | GSM-1800 (GPRS) 2100 MHz UMTS, HSPA+ | 0.189 (Dic 2009)       | Orange S.A.     |
| 3         | Nationlink           | GSM-900                              | 0.158 (fine 2008)      | Bintel          |
| 4         | Moov                 | GSM                                  | Non ancora disponibile | Etisalat        |

## Repubblica Democratica del Congo
| Posizione | Operatore     | Tecnologia                                           | Abbonati (in milioni)     | Proprietario/i                                                                           |
| --------- | ------------- | ---------------------------------------------------- | ------------------------- | ---------------------------------------------------------------------------------------- |
| 1         | Vodacom       | GSM-900/1800 (GPRS, EDGE) 2100 MHz UMTS, HSPA+ WiMAX | 10.008 (Mar 2014)         | Vodacom (51%), Congolese Wireless Network (49%)                                          |
| 2         | Orange        | GSM-900 (GPRS, EDGE) 2100 MHz UMTS, HSPA+            | 5.28 (Q3 2015)            | Orange S.A.                                                                              |
| -         | Tigo / Orange | GSM (GPRS, EDGE) 2100 MHz UMTS, HSPA+                | 6.5 (Q1 2016)             | MIC                                                                                      |
| 3         | Africell      | GSM UMTS                                             | 5.5 (dic 2014)            | Africell Holding                                                                         |
| 4         | Airtel        | GSM-900 (GPRS, EDGE) 2100 MHz UMTS, HSPA+            | 5.0 (ago 2012)            | Bharti Airtel (98.5%)                                                                    |
| 5         | Supercell     | GSM-900                                              | 0.028 (copre solo Kivu)   | [ 57 ]                                                                                   |
| 6         | SemaTel       | GSM                                                  | non avviato               | Hits Telecom (60%)                                                                       |
| 7         | U-Com         | CDMA                                                 | non avviato               | Global Vision Telecom (Telecel International)                                            |
|           | Smile         | LTE                                                  | lancio atteso per il 2016 | Smile Communications (Al-Nahla Technology, Atheeb Trading Company, Capitalworks, Verene) |

## Riunione
| Posizione | Operatore | Tecnologia                                                | Abbonati (in milioni)  | Proprietario/i     |
| --------- | --------- | --------------------------------------------------------- | ---------------------- | ------------------ |
| 1         | SFR       | GSM-900 MHz (GPRS, EDGE) 2100 MHz UMTS, DC-HSPA+ LTE      | Non ancora disponibile | SFR                |
| 2         | Orange    | GSM-900/1800 MHz (GPRS, EDGE) 2100 MHz UMTS, DC-HSPA+ LTE | Non ancora disponibile | Orange             |
| 3         | Free      | GSM-900/1800 MHz (GPRS, EDGE) 2100 MHz UMTS, HSDPA        | Non ancora disponibile | ILIAD and TELCO OI |

## Ruanda
| Posizione | Operatore | Tecnologia                                         | Abbonati (in milioni)      | Proprietario/i                         |
| --------- | --------- | -------------------------------------------------- | -------------------------- | -------------------------------------- |
| 1         | MTN       | GSM-900 (GPRS, EDGE) 2100 MHz UMTS, HSPA+ LTE      | 3.65 (dic 2017)            | MTN Group (55%), Crystal Telecom (35%) |
| 2         | Tigo      | GSM-900/1800 (GPRS, EDGE) 2100 MHz UMTS, HSDPA LTE | 3.43 (dic 2017)            | Bharti (87.5%)                         |
| 3         | Airtel    | GSM-900/1800 (GPRS, EDGE) 2100 MHz UMTS, HSPA+ LTE | 1.61 (dic 2017)            | Bharti                                 |
| -         | Rwandatel | CdmaOne GSM-900/1800 2100 MHz UMTS                 | (license revoked Apr 2011) | LAP Green Networks (80%)               |

## São Tomé and Príncipe
| Posizione | Operatore | Tecnologia   | Abbonati (in milioni)  | Proprietario/i         |
| --------- | --------- | ------------ | ---------------------- | ---------------------- |
| 1         | CST       | GSM-900 UMTS | 0.078 (Settembre 2009) | Portugal Telecom (51%) |

## Senegal
| Posizione | Operatore                                                                             | Tecnologia                | Abbonati (in milioni) | Proprietario/i               |
| --------- | ------------------------------------------------------------------------------------- | ------------------------- | --------------------- | ---------------------------- |
| 1         | Orange Orange Avec Kirene virtual operator using the infrastructure of orange Senegal | GSM-900 2100 MHz UMTS LTE | 8.415 (31 Dic 2015)   | Sonatel, Orange S.A. (52.2%) |
| 2         | Free Sénégal                                                                          | GSM-900 UMTS, HSPA+ LTE   | 3.355 (31 Dic 2015)   | Iliad                        |
| 3         | Expresso                                                                              | CDMA GSM-900/1800 UMTS    | 3.188 (31 Dic 2015)   | Sudatel                      |
| 4         | Hayo Telecom                                                                          | CDMA GSM-900/1800 UMTS    | 0.483 (31 Dic 2015)   | CSU                          |

## Seychelles
| Posizione | Operatore        | Tecnologia                                        | Abbonati (in milioni)  | Proprietario/i   |
| --------- | ---------------- | ------------------------------------------------- | ---------------------- | ---------------- |
| 1         | Airtel           | GSM-900 MHz (GPRS, EDGE) 2100 MHz UMTS, HSDPA LTE | Non ancora disponibile | Bharti Airtel    |
| 2         | Cable & Wireless | GSM-900 MHz                                       | Non ancora disponibile | Cable & Wireless |

## Sierra Leone
| Posizione | Operatore | Tecnologia                                    | Abbonati (in milioni)  | Proprietario/i                                                                               |
| --------- | --------- | --------------------------------------------- | ---------------------- | -------------------------------------------------------------------------------------------- |
| 1         | Africell  | GSM-900 UMTS                                  | 2.9 (feb 2015)         | Lintel Limited                                                                               |
| 2         | Orange    | GSM-900 (GPRS, EDGE) 2100 MHz UMTS, HSDPA LTE | 0.644 (Feb 2012)       | Orange                                                                                       |
| 3         | Sierratel | CDMA                                          | Non ancora disponibile | governo, gestito da MDIC                                                                     |
|           | Comium    | GSM-900/1800 WiMAX                            | 0.650 (2009)           | Comium, licenza revocata da ott 2014, mentre NATCOM i manager sono stati licenziati nel 2015 |
|           | GreenN    | GSM                                           | Non ancora disponibile | Ambitel (LapGreen) licenza revocata da set 2014                                              |

## Somalia
| Posizione | Operatore             | Tecnologia                                         | Abbonati (in milioni)  | Proprietario/i                        |
| --------- | --------------------- | -------------------------------------------------- | ---------------------- | ------------------------------------- |
| 1         | Hormuud               | GSM-900 (GPRS, EDGE) 2100 MHz UMTS, HSPA+ LTE      | 2.38 (Q4 2015)         | Hormuud Telecom Somalia Inc           |
| 2         | Telcom Somalia        | GSM 2100 MHz UMTS LTE                              | 1.00 (Q4 2015)         | Haatif Telecom Somalia                |
| 3         | Telesom Mobile        | GSM 2100 MHz UMTS                                  | 0.80 (Q4 2015)         | Telesom Group                         |
| 4         | Nationlink            | GSM-900                                            | 0.71 (Q4 2015)         | Bintel                                |
| 5         | Somtel                | GSM-900/1800 (GPRS, EDGE) 2100 MHz UMTS, HSDPA LTE | 0.46 (Q4 2015)         | Dahabshiil                            |
| 6         | Golis Telecom Somalia | GSM-900                                            | 0.24 (Q4 2015)         | Golis Telecom Somalia, Gaani Wireless |
| 7         | Somafone              | GSM-900                                            | 0.20 (Q4 2015)         | Somali Telecom Group                  |
| 8         | Netco                 | GSM-900                                            | Non ancora disponibile | Somali Telecom Group                  |

## Sudafrica
| Posizione | Operatore | Tecnologia                                                                     | Abbonati (in milioni) | Proprietario/i |
| --------- | --------- | ------------------------------------------------------------------------------ | --------------------- | --- |
| 1         | Vodacom   | GSM-900 (GPRS, EDGE) 2100 MHz UMTS, DC-HSPA+ 1800 MHz LTE WiMAX                | 41.6 (dic 2017)       | Vodafone (65%) |
| 2         | MTN       | GSM-900/1800 (GPRS, EDGE) 900/2100 MHz UMTS, DC-HSPA+ 1800 MHz LTE             | 30.9 (Set 2017)       | MTN Group |
| 3         | Cell C    | GSM-900/1800 (GPRS, EDGE) 900/2100 MHz UMTS, DC-HSPA+ 1800/2100 MHz LTE, LTE-A | 16.3 (dic 2017)       | Oger Telecom in process vuole abbassare le sue azioni dal 70% al 27%. Blue Label Telecoms sta pianificando di acquisire il 30% di Cell C |
| 4         | Telkom    | GSM-1800 (GPRS) 2100 MHz UMTS, HSPA+ 2300 MHz LTE                              | 4.0 (Marzo 2017)      | Telkom |
| 5         | Rain      | 1800 MHz LTE                                                                   |                       | Rain (già Wireless Business Solutions) 80% ARC 20%                                                                                       |

## Sudan
| Posizione | Operatore | Tecnologia                                              | Abbonati (in milioni)  | Proprietario/i          |
| --------- | --------- | ------------------------------------------------------- | ---------------------- | ----------------------- |
| 1         | Zain      | GSM-900 MHz (GPRS, EDGE) 2100 MHz UMTS, HSPA+, LTE      | 11.095 (Set 2014)      | Zain Group              |
| 2         | MTN       | GSM-900/1800 MHz (GPRS, EDGE) 2100 MHz UMTS, HSDPA, LTE | 8.474 (Set 2014)       | MTN Group (85%)         |
| 3         | Sudani    | CDMA GSM-1800 MHz (GPRS) 2100 MHz UMTS, HSDPA, HSUPA    | Non ancora disponibile | Sudatel                 |
| 4         | Canar     | CdmaOne                                                 | Non ancora disponibile | Bank of Khartoum (100%) |

## Sudan del Sud
| Posizione | Operatore      | Tecnologia                                         | Abbonati (in milioni)  | Proprietario/i                                          |
| --------- | -------------- | -------------------------------------------------- | ---------------------- | ------------------------------------------------------- |
| 1         | MTN            | GSM-900/1800 MHz (GPRS, EDGE) 2100 MHz UMTS, HSDPA | 0.787 (Set 2014)       | MTN Group                                               |
| 2         | Zain           | GSM (GPRS, EDGE) 2100 MHz UMTS, HSPA+              | 0.664 (Set 2014)       | Zain Group                                              |
| 3         | Sudani         | GSM (GPRS) 2100 MHz UMTS, HSDPA                    | Non ancora disponibile | Sudatel (non attivo)                                    |
| 4         | Vivacell (NOW) | GSM-900/1800 MHz                                   | Non ancora disponibile | Fattouch Investment Group (75%), Wawat Securities (25%) |
| 5         | Gemtel         | GSM-900/1800 MHz                                   | Non ancora disponibile | Lap Green Networks (80%)                                |

## Swaziland
| Posizione | Operatore | Tecnologia                                        | Abbonati (in milioni) | Proprietario/i  |
| --------- | --------- | ------------------------------------------------- | --------------------- | --------------- |
| 1         | MTN       | GSM-900 MHz (GPRS, EDGE) 2100 MHz UMTS, HSDPA LTE | 0.928 (Set 2014)      | MTN Group (30%) |

## Tanzania
| Posizione | Operatore            | Tecnologia                                                | Abbonati (in milioni)       | Proprietario/i                                         |
| --------- | -------------------- | --------------------------------------------------------- | --------------------------- | ------------------------------------------------------ |
| 1         | Vodacom              | GSM-900/1800 MHz (GPRS, EDGE) 2100 MHz UMTS, HSPA+ LTE    | 12.17 (Marzo 2015)          | Vodacom (82.2%)                                        |
| 2         | Airtel (già Zain)    | GSM-900/1800 (GPRS, EDGE) 2100 MHz UMTS, HSPA+ LTE        | 9.70 (Marzo 2015)           | Bharti Airtel (60%)                                    |
| 3         | Tigo                 | GSM-900/1800 MHz (GPRS, EDGE) 2100 MHz UMTS, DC-HSPA+ LTE | 9.26 (Marzo 2015)           | MIC                                                    |
| 4         | Zantel               | GSM-900/1800 MHz (GPRS, EDGE) 2100 MHz UMTS, HSPA+        | 1.74 (Marzo 2015)           | Etisalat (51%) e Zanzibar Telecom Ltd                  |
| 5         | TTCL Mobile          | CDMA                                                      | 0.30 (Marzo 2015)           |                                                        |
| 6         | Benson Informatics   | CDMA                                                      | 0.0005 (Marzo 2015)         |                                                        |
| 7         | MyCell               | CDMA-800                                                  | Non ancora disponibile      | Quality Group Ltd                                      |
| 8         | Excellentcom         | GSM                                                       | Non ancora disponibile      | Hits Telecom                                           |
| 9         | Egotel (Lacell)      | UMTS                                                      | Non ancora disponibile      | Bitmap (65%), J&AK Group (35%)                         |
| 10        | Smart                |                                                           | Non ancora disponibile      |                                                        |
| 11        | Smile Communications | 4G TD-LTE                                                 | Non ancora disponibile      |                                                        |
| 12        | Halotel              | GSM UMTS                                                  | Lanciato il 15 ottobre 2015 | Viettel Tanzania Limited (Sussidaria di Viettel Group) |

## Togo
| Posizione | Operatore | Tecnologia                                    | Abbonati (in milioni) | Proprietario/i             |
| --------- | --------- | --------------------------------------------- | --------------------- | -------------------------- |
| 1         | Togocel   | GSM-900 MHz (GPRS, EDGE) 2100 MHz UMTS, HSPA+ | 2.751 (4Q 2014)       | Togo Telecom (state owned) |
| 2         | Moov      | GSM-900 MHz (GPRS, EDGE)                      | 1.648 (4Q 2014)       | Etisalat                   |

## Tunisia
| Posizione | Operatore               | Tecnologia                                                           | Abbonati (in milioni) | Proprietario/i                               |
| --------- | ----------------------- | -------------------------------------------------------------------- | --------------------- | -------------------------------------------- |
| 1         | Ooredoo (già Tunisiana) | GSM-900/1800 MHz (GPRS, EDGE) 900/2100 MHz UMTS, HSPA+, DC-HSPA+ LTE | 7.375 (Q2 2014)       | Ooredoo (75%)                                |
| 2         | Tunisie Telecom         | GSM-900/1800 MHz (GPRS, EDGE) 2100 MHz UMTS, DC-HSPA+ LTE            | 5.04 (Marzo 2008)     | Tunisie Télécom Group (65%), Tecom DIG (35%) |
| 3         | Orange                  | GSM-900/1800 MHz (GPRS, EDGE) 2100 MHz UMTS, DC-HSPA+ LTE            | 0.53                  | Orange S.A., Divona                          |

## Uganda
| Posizione | Operatore                        | Tecnologia                                                                              | Abbonati (in milioni)          | Proprietario/i         |
| --------- | -------------------------------- | --------------------------------------------------------------------------------------- | ------------------------------ | ---------------------- |
| 1         | MTN                              | CDMA GSM-900 MHz (GPRS, EDGE) 2100 MHz UMTS, DC-HSPA+ 2600 MHz TD-LTE WiMAX             | 10.181 (settembre 2014)        | MTN Group (96%)        |
| 2         | Airtel                           | GSM-900 MHz (GPRS, EDGE) 2100 MHz UMTS, HSPA+                                           | 4.6 (Aprile 2013)              | Bharti Airtel          |
| 3         | Africell                         | GSM-900/1800 MHz (GPRS, EDGE) 900 MHz & 2100 MHz UMTS, HSPA+ 800 MHz LTE & 2600 MHz LTE | 1.8 (November 2016)            | Africell Holding (95%) |
|           | Warid (Bought by Airtel in 2013) | GSM-900/1800 MHz (GPRS, EDGE) 2100 MHz UMTS, HSDPA WiMAX                                | 2.8 (Aprile 2013)              | Airtel Africa          |
| 4         | UT Mobile                        | CdmaOne GSM-900 MHz (GPRS, EDGE) 2100 MHz UMTS, HSDPA                                   | 1.0(Luglio 2016)               | Uganda Telecom Limited |
| 5         | Essar                            | GSM (GPRS)                                                                              | Non ancora disponibile         | Essar Group (90%)      |
| 6         | Smart Telecom                    | unknown                                                                                 | usa la licenza di Sure Telecom | Smart Telecom          |

## Zambia
| Posizione | Operatore | Tecnologia                                           | Abbonati (in milioni) | Proprietario/i                        |
| --------- | --------- | ---------------------------------------------------- | --------------------- | ------------------------------------- |
| 1         | MTN       | GSM-900 MHz (GPRS, EDGE) 2100 MHz UMTS, DC-HSPA+ LTE | 4.447 (Set 2014)      | MTN Group                             |
| 2         | Airtel    | GSM-900 MHz (GPRS, EDGE) 2100 MHz UMTS, HSPA+ LTE    | 4.04 (Maggio 2014)    | Bharti Airtel (78.88%)                |
| 3         | ZAMTEL    | GSM-900 MHz (GPRS, EDGE) 2100 MHz UMTS, HSPA+        | 1.2 (dic 2011)        | Zambia Telecommunications Company Ltd |

## Zimbabwe
| Posizione | Operatore | Tecnologia                                                   | Abbonati (in milioni) | Proprietario/i                         |
| --------- | --------- | ------------------------------------------------------------ | --------------------- | -------------------------------------- |
| 1         | Econet    | GSM-900 (GPRS, EDGE) 2100 MHz UMTS, HSDPA 1800 MHz LTE WiMAX | 5.686 (Febbraio 2012) | Econet Wireless (Private) Limited      |
| 2         | Telecel   | GSM-900 (GPRS, EDGE) 2100 MHz UMTS, HSDPA                    | 1.875 (Febbraio 2012) | VimpelCom Ltd (60%)                    |
| 3         | Net*One   | GSM-900 (GPRS, EDGE) 2100 MHz UMTS, HSDPA 1800 MHz LTE       | 1.456 (Febbraio 2012) | NetOne Cellular (Pvt) Ltd (government) |